# Zinklegierung
Als Zinklegierung bezeichnet man eine Verbindung oder Mischung des Zinks mit anderen Metallen.
Die wichtigsten Zinklegierungen sind die mit Kupfer (Messing, Tombak), zu denen  oft noch Zinn (Bronze usw.) hinzugefügt werden, auch Kupfer und Nickel (Neusilber).
Außerdem ist Zink Bestandteil zahlreicher anderer Legierungen. So dient eine Legierung aus Aluminium, Kupfer und Zink zum Löten des Aluminiums, eine Legierung aus Antimon, Kupfer, Zink als Antifriktionsmetall, Legierungen aus Zink, Blei, Kupfer, Antimon zu Kattundruckwalzen und Zinkantimonlegierung zu Kartätschkugeln und Treibscheiben. Die Zinklegierung mit bis zu 15 % Aluminium, 1 % Kupfer und Magnesium bildet das Zinc Extrusion Product.
Als Baumaterial findet Titanzink Verwendung, eine Legierung mit Kupfer, zu dem Zink eigentlich unverträglich ist. Der Einbau von Kupfer und Zink als Bauteil direkt nebeneinander führt zur Zerstörung des Zinks. Gleiches gilt, wenn Kupfer oberhalb von Zink angeordnet ist, und Niederschlagswasser vom Kupfer zum Zink hin fließt. Ursache dafür ist Bimetallkorrosion.
Dem Britanniametall ähnlich, aber hochwertiger als dieses, sind Legierungen aus Zinn, Zink und Blei. Geschmolzenes Zink löst Eisen, und beim Verzinken des Eisens entsteht eine schwer schmelzbare Verbindung (Hartzink).